# Любеня (гміна)
Гміна Любеня (пол. Gmina Lubenia) — сільська гміна у східній Польщі. Належить до Ряшівського повіту Підкарпатського воєводства.
Станом на 31 грудня 2011 у гміні проживало 6525 осіб.

## Територія
Згідно з даними за 2007 рік площа гміни становила 54.77 км², у тому числі:
- орні землі: 67.00%
- ліси: 24.00%

Таким чином, площа гміни становить 4.49% площі повіту.

## Населення
Станом на 31 грудня 2011:
| Опис     | Загалом | Загалом | Чоловіки | Чоловіки | Жінки | Жінки |
| -------- | ------- | ------- | -------- | -------- | ----- | ----- |
| одиниця  | осіб    | %       | осіб     | %        | осіб  | %     |
| все      | 6525    | 100     | 3201     | 49.06    | 3324  | 50.94 |
| міське   | 0       | 100     | 0        |          | 0     |       |
| сільське | 6525    | 100     | 3201     | 49.06    | 3324  | 50.94 |

## Солтиства
Любеня, Сєдліска, Страшидлє, Солонка.

## Сусідні гміни
Гміна Любеня межує з такими гмінами: Блажова, Боґухвала, Небилець, Тичин, Чудець.